# Parkzaal

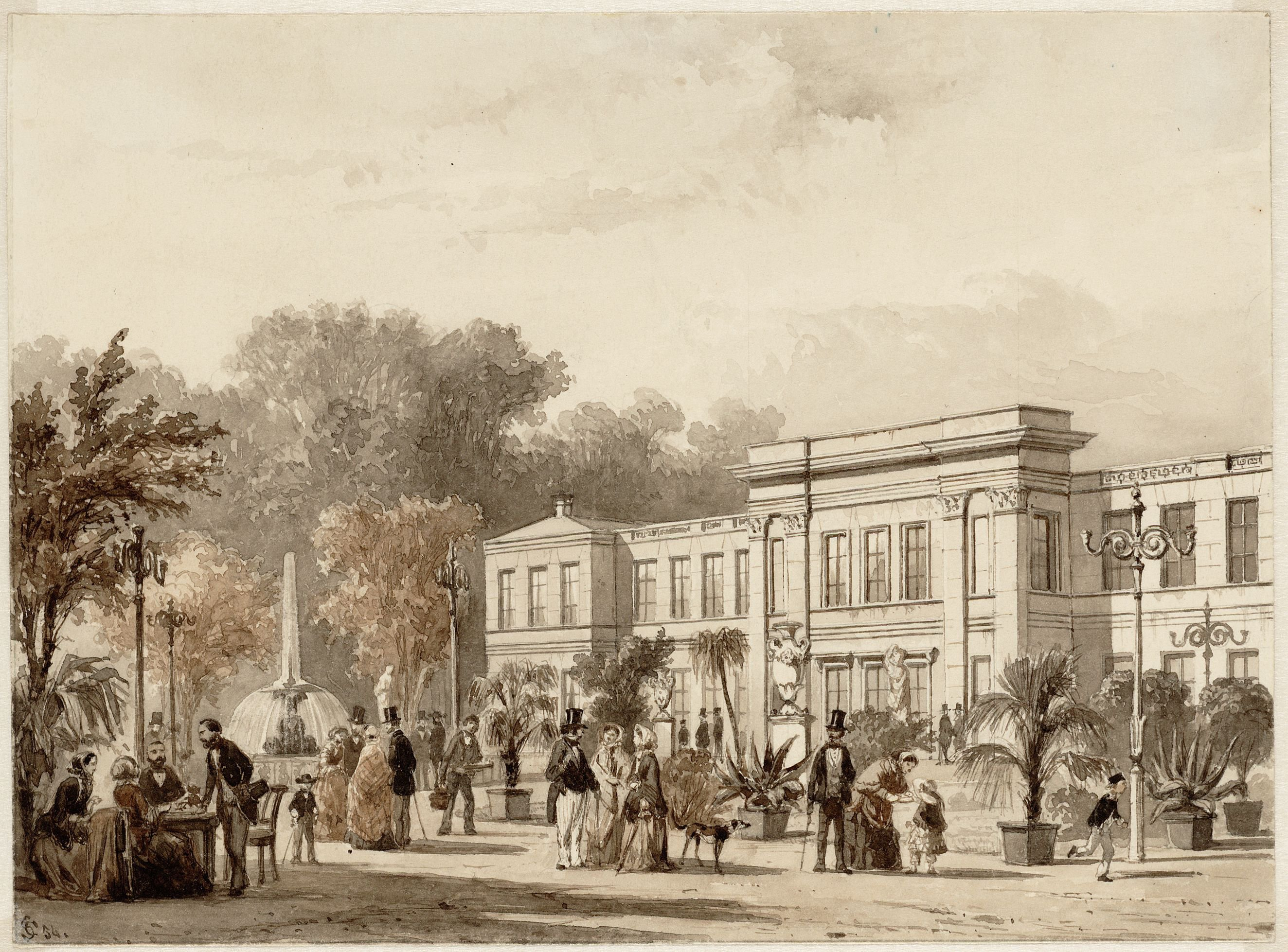
Tuin van het Park met een publiek van elegant geklede figuren, staande of aan tafeltjes gezeten, met elkaar converserend in het Park, tegenwoordig het Wertheimpark. Rechts de voorgevel van het feestgebouw de Parkzaal

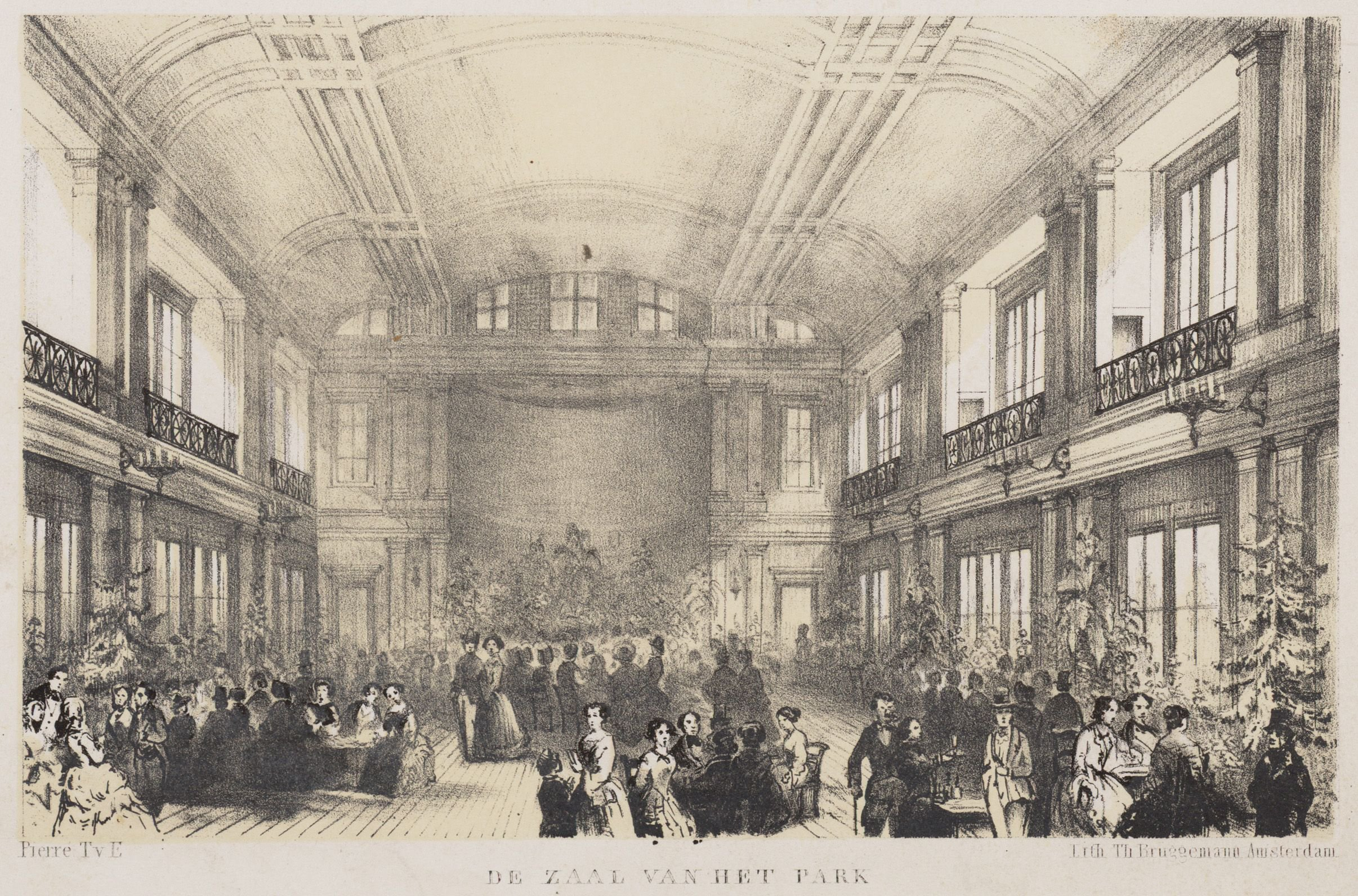
Interieur van de Parkzaal (het Feestgebouw) in de Parktuin bij de Plantage Parklaan (tegenwoordig het Wertheimpark), gezien in de richting van het podium, tijdens het Rembrandtfeest op 27 mei 1852. In de zaal talrijke bezoekers. De wanden zijn versierd met grote schilderijen. Techniek: pen en penseel.

De  Parkzaal was een concertzaal in Amsterdam aan de Plantage Parklaan/Plantage Doklaan, waar tegenwoordig het Wertheimpark (met het huidige Sportpark Parkschouwburg) is gesitueerd. De Parkzaal, voorganger van zowel het Concertgebouw als de Parkschouwburg werd gebouwd rond de jaren 1849 en gesloopt in 1880-1881. 

## Geschiedenis
In 1849 was er een plan ingediend door architect Abraham Nicolaas Godefroy voor een schouwburg annex dans- en evenementenzaal in het Park. In plaats van dit plan ontwierp architect Willem Anthonie Froger de Parkzaal, een feest en concertzaal die in 1880 weer werd afgebroken. Alleen de parkentree met de sfinxen zijn daar nu nog van overgebleven. In 1883 zou de Wereldtentoonstelling in Amsterdam plaatsvinden, en er was in dat kader toch behoefte aan een nieuwe schouwburg waarin diverse evenementen zouden kunnen worden georganiseerd. Hierna werd op de zelfde plek de Parkschouwburg gebouwd.
In de Parkzaal hebben de beroemde componisten Franz Liszt, Max Bruch, Johannes Brahms, Camille Saint-Saëns en Niels Gade werken van eigen hand gedirigeerd. De violist Henryk Wieniawski vierde er triomfen.  

## Architectuur
Naast de zaal was er ook nog een wintertuin. Hoewel de akoestiek uitstekend was, was de zaal toch niet helemaal ideaal voor concerten. Dit kwam door het ontbreken van een garderobe, de situering van de keuken en de toiletten direct aan de zaal, wat regelmatig voor storende geluiden zorgde. Ook was het zo dat het publiek luisterde naar de muziek, gezeten aan tafels en bediend door obers. 